# Marco Asinio Marcelo (cónsul 104)
Marco Asinio Marcelo  fue un senador del Alto Imperio romano que desarrolló su cursus honorum entre finales del siglo I y principios del II.

## Familia
Era tío de Asinia Marcela, domina figlinarum, esposa de Cayo Julio Cuadrato Baso, legatus destinado en la provincia de Judea (102-105), cónsul en 105 y procónsul de la provincia de Asia. Entre sus parientes se encontraban Marco Asinio Agripa y Cayo Asinio Placentino.

## Carrera pública
Fue designado cónsul en el año 104, durante el imperio de Trajano. Su padre fue Marco Asinio Marcelo.